# Theodor H. Erismann

Theodor Erismann (ca. 1970)

Theodor H. Erismann (* 29. August 1921 in Bonn; † 8. August 2002; heimatberechtigt in Zürich und Aarau) war ein Schweizer Maschinenbauingenieur und Professor an der ETH Zürich.

## Leben
Theodor Erismann war der Sohn des Auslandschweizers und Professors für Philosophie und Psychologie Theodor Paul Erismann und der Kunsthistorikerin Vera Erismann-Stepanowa. Er besuchte die Volksschule und das Gymnasium in Innsbruck, wo er 1939 das Mathematikstudium begann. Von 1941 bis 1947 studierte er an der Abteilung für Maschineningenieurwesen an der ETH Zürich, wo er das Diplom des Maschineningenieurs erwarb. Von 1947 bis 1955 arbeitete er in der Firma Alfred J. Amsler & Co. in Schaffhausen, wo er an der Entwicklung von mathematischen Apparaten und Messvorrichtungen für den Eisenbahnbau tätig war. Von 1956 bis 1962 war er dort Leiter der Abteilung für Eisenbahn-Messausrüstungen und Rechengeräte und seit 1962 technischer Direktor. 1951 promovierte er bei Hans Ziegler, 1957 habilitierte er sich an der ETH Zürich und war bis 1968 als Privatdozent tätig. Er wurde 1969 als ordentlicher Professor für Werkstoffkunde und Materialprüfung, als Nachfolger des altershalber zurückgetretenen Eduard Amstutz, gewählt und amtete gleichzeitig als Direktionspräsident der Eidgenössischen Materialprüfungs und Forschungsanstalt (EMPA) Dübendorf. Er emeritierte 1988.

## Forschung
Das zentrale Forschungsgebiet von Erismann waren innovative Instrumente für die moderne Materialforschung. Er veröffentlichte darüber verschiedene wegweisende Arbeiten. Zudem war er Mitbegründer des Departements Werkstoffe der ETH Zürich.

## Ehrungen und Mitgliedschaften
- 1972: Mitglied des Stiftungsrates der Eisenbibliothek[4]
- 1976: Mitglied des Nationalen Forschungsrats des Schweizerischen Nationalfonds, Vizepräsident der Abteilung für Nationale Programme[5]
- Langjähriger Präsident des Schweizerischen Verbands für die Materialprüfungen der Technik (SVMT)[6]
- 1981: Präsident der Vereinigung der Materialprüfinstitute, der Réunion Internationale sur les Matériaux et les Constructions (RILEM)[6]

## Publikationen (Auswahl)
- Nichtkardanisch aufgehängte Kreisel zur Ueberhöhungsmessung im Eisenbahnbau. Diss. Techn. Wiss. ETH Zürich, Nr. 1902, 1951, doi:10.3929/ethz-a-000290477.
- Der Analoginterpolator. Habilitationsschrift, ETH Zürich, 1957.
- Zwischen Technik und Psychologie. Grundprobleme der Kybernetik. Springer, Berlin 1968.
- Prüfmaschinen und Prüfanlagen. Hilfsmittel der zerstörenden Materialprüfung. Springer, Berlin 1992, ISBN 3-540-53907-7.
- mit Gerhard Abele: Dynamics of Rockslides and Rockfalls. Springer, Berlin 2001, ISBN 978-3-662-04639-5.
- Russische Gedichte. Übertragen von Theodor H. Erismann. B. Häggi-Erismann, Schaffhausen 2006, ISBN 3-033-00687-6.